# Joseph Cui Qingqi
Francis Joseph Cui Qingqi OFM (chiń. 崔庆琪; pinyin Cuī Qìngqí; ur. w 1964) – chiński duchowny katolicki, franciszkanin, arcybiskup Hankou od 2021.

## Życiorys
Święcenia kapłańskie otrzymał 8 grudnia 1991.
27 września 2020 został wybrany arcybiskupem Hankou. Sakry udzielił mu 8 września 2021 arcybiskup Joseph Ma Yinglin.